# Stefan Nitecki
Stefan Nitecki (ur. 16 października 1885 w Luboli, zm. 19 października 1953 w Toruniu) – aptekarz, działacz społeczny i niepodległościowy.
Był synem Tomasza Niteckiego i Antoniny z Lewińskich. Jego imieniem została nazwana jedna z ulic w Lubiczu Górnym.

## Edukacja
Uczęszczał do Szkoły Początkowej w Turku; od 1895 roku przez 5 lat był uczniem Szkoły Realnej w Kaliszu, w 1902 roku uzyskał świadectwo dojrzałości w Męskim Gimnazjum Klasycznym w Kaliszu.
Od siedemnastego roku życia pracował, ucząc się zawodu w kilku aptekach: w Kaliszu, Zduńskiej Woli, Łodzi. W latach 1913–1915 odbywał kursy aptekarskie w Cesarskim Uniwersytecie Warszawskim uzyskując stopień prowizora. Od 1918 roku studiował farmację, najpierw w Wilnie, później we Lwowie na Uniwersytecie Jana Kazimierza, gdzie w listopadzie 1922 r. uzyskał stopień magistra.
W 1920 r. zgłosił się jako ochotnik do wojska, by walczyć z bolszewikami; został przydzielony do 16 Pułku artylerii ciężkiej jako bombardier. W armii służył do 15 października 1920. Za udział w wojnie polsko-bolszewickiej otrzymał Odznakę Ofiarnych oraz Odznakę Pamiątkową Ochotników Artylerii.

## Praca zawodowa
W 1918 roku Stefan Nitecki odkupił aptekę w Lubiczu od Romualda Śnieżewskiego. Dzięki znajomości z Janem Biegańskim, znawcą i popularyzatorem uprawy ziół w Polsce, Nitecki w swojej aptece propagował ziołolecznictwo, sam produkował leki z ziół i polecał ich stosowanie chorym.
Po wybuchu II wojny światowej, 16 grudnia 1940 roku apteka została zarekwirowana przez okupanta. Stefan Nitecki uzyskał zgodę na pracę we własnej aptece z pensją 168 marek miesięcznie, pod nadzorem niemieckiego zarządcy, mieszkającego na stałe w Toruniu. Pomimo obietnicy zwrotu apteki Stefan Nitecki nie przyjął propozycji podpisania Volkslisty. Mimo odgórnych zakazów sprzedaży leków polskim mieszkańcom lub ich ograniczeniu, Nitecki leki sporządzał sam i leczył chorych z całej okolicy.
Był członkiem Obwodu Armii Krajowej w Lipnie.
Po zakończeniu wojny, w 1946 r., Sąd Grodzki w Lipnie przywrócił Stefanowi Niteckiemu posiadanie apteki jako przedsiębiorstwa wraz z całym urządzeniem i towarem. W nocy z 8 na 9 stycznia 1951 r. apteka Stefana Niteckiego została przejęta przez władze komunistyczne (Oddziały Centrali Aptek Społecznych), za co ani on, ani jego rodzina nigdy nie dostała odszkodowania. Następnie Stefan Nitecki pracował jako kierownik Apteki Społecznej nr 46 w Lubiczu.

## Działalność społeczna
Jako mieszkaniec Lubicza, Stefan Nitecki angażował się w jego życie społeczne i kulturalne; był współzałożycielem orkiestry dętej przy OSP, bokserskiego klubu sportowego, rozbudował remizę. Działał na rzecz wspólnoty lokalnej, cieszył się powszechnym szacunkiem mieszkańców Lubicza, czego wyrazem było nazwanie 26 września 1995 roku jednej z ulic w Lubiczu Górnym jego imieniem i wmurowanie tablicy pamiątkowej.

## Życie rodzinne
W 1930 roku zawarł związek małżeński ze Stanisławą Stachowicz, nauczycielką szkoły powszechnej, założycielką Koła Związku Pracy Obywatelskiej Kobiet. Miał dwóch synów Andrzeja (1931-2012) oraz Jerzego (1935-2000) oraz córkę Barbarę (1933-2016). Jego wnuk Jacek Karwowski jest profesorem zwyczajnym, doktorem habilitowanym i wykładowcą Uniwersytetu Ekonomicznego we Wrocławiu.
Stefan Nitecki został pochowany na Cmentarzu Parafialnym pw. św. Jakuba w Toruniu.